# Långtjärnen (Vilhelmina socken, Lappland, 719631-150502)
Långtjärnen är en sjö i Vilhelmina kommun i Lappland och ingår i Ångermanälvens huvudavrinningsområde.